# 山葉勁戰
勁戰，官方英文為CYGNUS-X是台灣山葉自2002年開始生產的速克達車型，配備125cc單缸引擎，作為頂級迅光的後繼車型。

## 歷史

### 一代勁戰
於2002年發表，在車體、引擎上都有全新的設計，帶動台灣125cc速克達朝向新世代發展。引擎首次採用5ML引擎，結束山葉以自家開發的EV4 NPA引擎作為主力車種引擎時代，5ML引擎是台灣山葉首度採用四汽門設計，延伸引擎中、尾加速較過往EV4 二汽門引擎設計更佳、引擎機油潤滑方式改良自HONDA GY6引擎的曲軸潑濺式潤滑，並設計有引擎支架(俗稱狗骨頭)穩定引擎與後輪扭動、汽缸採用GP鎳磷合金提高汽缸耐用程度。並配有前後12吋輪框、55W/60W H4鹵素大燈、大容量置物空間、雙槍後避震器。由於車體良好穩定性，在機車賽事上也帶起一股改車風潮。
從2004年開始，發售雙重車體顏色和避震更換的CYGNUS-X SR衍生車型。2005年發售黃色及黑色配色的50週年廠慶版本。
- 以下為2002年到2006年CYGNUS-X，的小改款版本（一代勁戰專案經理許漢權先生，設計師為一色知行先生）
  - Cygnus-X 4V，為台灣發售CYGNUS-X初期版本，以「剛」、「強」、「快」、「適」為開發概念。
  - Cygnus-X 4V SR，外觀配色及後避震器更換，並且多了磁石鎖。
  - Cygnus-X Fi，搭載無含氧感測器噴射引擎的版本。
  - Cygnus-X SR Evolution，外觀多了許多裝飾貼紙，在引擎方面則多了TPS（節流閥開度感應器）裝備。
  - Cygnus-X STD，以Cygnus-X SR Evolution為基礎的外觀配色及避震器更換版本。[2]

### 二代勁戰
2006年，台灣山葉針對CYGNUS-X進行大改款，設計師為一色知行先生，在台灣以New CYGNUS-X新勁戰 125之名發售。 一般俗稱為"二代勁戰"，後雙槍避震改為三段可調式。初期發售有化油TPS及噴射（無含氧感測器）版本。代號NXC-125K。以「潔」、「勁」、「穩健」為開發概念。化油與噴射版之間的差異為儀錶框與輪框是鈦色、車側兩旁的CygnusX金屬立體LOGO與定位燈是噴射版本專屬。
2008年，為了因應政府五期環保制度，推出搭載含氧感測器噴射引擎的版本，以CYGNUS-X新勁戰125五期FI為名發售。五期新勁戰採用重車級雙油門線設計、燻黑大燈座與LED尾燈，強化車尾辨識度。代號NXC-125LA。
2010年，五期新勁戰進行小改款，多了浪花碟盤、飛旋踏板與側邊反光片，大燈分為燻黑(運動版)與玫瑰金(豪華版)兩種、尾燈反射面分為銀色電鍍(運動版)與紅色電鍍(豪華版)，與稍微縮短車身軸距，液晶儀錶板可變換橘、白、綠三種底色。代號NXC-125M
2011年9月，台灣山葉為紀念勁戰車系邁入第十年，推出New CYGNUS-X(新勁戰)帝黑紀念版，限量500台。全車顏色採消光黑與亮光黑交錯設計，大燈與尾燈反射面均採亮紫色電鍍設計。
2011年，台灣山葉Cygnus-X全車系熱銷27萬台。

### 三代勁戰
2012年6月26日，台灣山葉針對CYGNUS-X進行大改款，設計師為王耀德先生，專案經理為曾啟信先生，以精鍊、操跑、美型為設計概念，運用消失線的手法呈現「創新、俐落」的立體構成，針對車體懸吊、制動進行最佳化，並調整引擎動力輸出區段。代號NXC-125N，俗稱三代勁戰。 外觀上，大燈反射面重新計算使光源更集中，首度使用LED定位燈設計，並從大燈獨立改設置在大燈兩側下方，煞車卡鉗與來令片面積較上一代增加12%，制動力提升19%、煞車油管縮短了16.3公分，讓煞車效果更直接、245mm輕量化碟盤、前置物箱加大13.2%、加大15mm腳踏空間、坐墊下置物空間增大10.5%由28.5L提升至31.5L、儀表首度增加電壓顯示功能，車架在不影響強度的條件下上代輕量了3%，部品元件少了5%，還有全新設計的輕量化燈具組，使的這代勁戰由上代的114公斤輕了一公斤降至113公斤。
2013年，CYGNUS-X進行小改款，將大燈燻黑與尾燈反射面改為紅色電鍍，並同步推出CYGNUS-X銀翼特仕版(金、黑配色)，大燈與尾燈反射面均為燻黑設計。

### 四代勁戰
2015年4月，推出四代勁戰，設計師為林三評先生，專案經理為林永芳先生，訴求以簡潔線條帶入流體元素，追求類超跑的線性美學，引入內嵌式光導定位燈，創造大燈下方類進氣口的侵略感，尾燈是台灣山葉首度使用導光條設計，並輔以橫條狀LED煞車燈，四代勁戰除了外觀，也在引擎、懸吊等都力求改進，以「Clean」、「Dynamic」、「Technology」為設計概念，並針對引擎常用轉數域的馬力與扭力提升15%(新設計凸輪軸、Loss軸承、進排氣、凸輪揚程最佳化)、空濾盒造型變更(容積提升60%、空濾改採圓筒式)、排氣管設計變更(排氣管容積提升17%、排氣消音指數提高20%、油耗提升12%)、前叉輕量化10%、輪框輕量化12%、全新設計高剛性車架（較舊有車架減輕5%）、後搖臂輕量化40%，整體輕量化約3KG。並加上200mm後碟盤、35mm單一活塞卡鉗設計，代號為NXC-125R與NXC-125RA。
2016年5月8日，台灣山葉發表四代勁戰特仕版，用以紀念台灣山葉在台30週年。整體配色由日本曾負責Mejesty、一二代勁戰、T-MAX外觀造型設計的一色知行先生負責設計。以近年YAMAHA MotoGP車種慣用的Racing Blue為底色，Logo、卡鉗、後避震器彈簧為黑色，Speed Block圖案，30週年貼紙。

### 五代勁戰
2018年7月4日，台灣山葉推出第五代勁戰，設計師為陳彥榕先生，專案經理為林永芳先生，以「優良操控、運動洗鍊、便利機能」為設計概念，Aero Dynamic(外型表現)傳達Power Feeling（精實）與Airflow（流體感），Advanced Tech(先進/科技感進化)展現先進燈類。大燈由H4燈泡改為LED大燈(遠、近燈分別提升0.9與2倍)、直立式導光定位燈、全液晶高反差儀表設計、前後碟煞使用與MT-09、TMAX 530等重車同級的第三代Advics ABS雙迴路防鎖死煞車系統(每秒100次以上輪速監控)、儀表改為全液晶顯示、增加12V車充、前叉彈簧K值加強、三角台寬度由210mm增加到220mm、前叉壓側阻尼孔閥門增加與前叉油路孔徑最佳化、後搖臂較上代輕量化100g，但強度較上代後搖臂增加1.31%、超跑概念大面積導光尾燈、梯形獨立LED煞車燈、分離式後扶手、DC 12V車充。代號為NXC-125SA(ABS版)與NXC-125S(一般版)。
2019年4月，台灣山葉推出Moto GP配色ABS版，車身配色採用MotoGP廠隊的藍黑配色，車身上也有大量的魔爪和其他贊助商貼紙，僅車身配色改變，卡鉗為金色，後避震器彈簧為黃色，內裝與一般ABS版無異。售價則比一般ABS版多了2500元。

### 六代勁戰
2020年7月21日，台灣山葉推出六代勁戰，引擎代號改為與NMAX相同的B8R引擎，設計師為陳彥榕先生，與之前幾代勁戰不同的是使用了Blue core新世代節能引擎與VVA可變汽門，捨棄了過往的車架，改採不對稱車架（剛性較上一代勁戰提升25%，重量減輕0.7kg）並改用鎖付式的牽力桿，用以調整車架剛性與彈性間的平衡（車台左側2組牽力桿、右側1組牽力桿）。散熱系統從原本的空氣冷卻改成水冷，後制動碟盤也從原本200mm升級到230mm。增加了SMG智能啟動、六孔噴油嘴、全液晶儀表、鷹眼LED大燈、如同XMAX設計前方向燈在大燈兩側、雙邊矩形對稱尾燈設計、輕量化三幅六爪鋁合金輪框、尾燈使用大面積導光條，後方向燈在導光條下方，煞車燈由上一代的梯形LED設計變為直立式LED設計，前後方向燈皆是鹵素燈泡。車側Logo變更為Gryphus，但仍保留Cygnus貼紙。在ARTC送驗名單型號分別為 GQR125A（ABS） 與 GQR125C（UBS）。為了應付日益嚴格的七期環保標準，排氣方面採用雙觸媒設計讓排氣汙染降低。電瓶位置由上一代的車尾改至缸頭上方，讓車輛重心更集中。
2023年3月8日Yamaha推出新一代「 CYGNUS GRYPHUS 」，俗稱6.5代勁戰，將性能&科技完美結合開啟運動速克達的下一篇章，保留原先的外型販售。
本次改款的主要特色，是以既有的ABS版本為基礎追加TCS循跡控制系統（Traction Control System），透過抑制後輪在濕滑、泥濘等路面的打滑現象，不僅帶來更令人安心的騎乘感受，同時也能使騎士更專注於路線的選擇與出彎加速的時機。ABS版本，透過結合新一代「通訊控制單元 CCU」，搭載能與「Y-Connect TWN APP」連動的「 4.3吋TFT全彩儀錶」。同時升級「智慧型Smart Key」與支援快充的「QC 3.0 USB插座」。